# Никола Калинић (фудбалер)
Никола Калинић (Солин, 5. јануар 1988) је хрватски фудбалер који игра на позицији нападача за Хајдук Сплит и репрезентацију Хрватске.
Каријеру је започео у Хајдук Сплиту, играо за Истру 1961 и Шибеник, а након тога прешао у енглески Блекберн роверс, за 6 милиона евра 2009. године.

## Клупска каријера
Професионалну каријеру започео је у Хајдук Сплиту, где је дебитовао као професионалац у сезони 2005/06. Био је на позајмици у Истри 1961 од 1. августа 2006. године, а након тога и на позајмици у Шибенику.

### Хајдук Сплит
Након што је јасно показао способност да се добро прилагоди Хрватској лиги, Калинић се вратио у Хајдук и заиграо у првој постави, на великом броју утакмица. У првој утакмици за Хајдук након повратка играо је против Осијека, када је његов тим победио резултатом 2–1. У првој сезони након повратка у Хајдук постигао је 17 голова. У свим такмичењима те сезоне, постигао је укупно 26 голова за Хајдук.
Из Хајдук Сплита прешао је у енглески Блекберн роверс у августу 2009. године.

### Блекберн роверси
Калинић је са Блекберн роверсима потписао четворогодишњи уговор. Прву утакмицу за тим играо је на мечу против Сандерланда, а први гол постигао је 27. октобра 2010. године на мечу против ФК Питерборо јунајтед у оквиру енглеског Лига купа.

### Дњипро
Украјинском клубу Дњипро приступио је 11. августа 2011. године. Прцу утакмицу одиграо је два дана касније, 13. августа на мечу против Шахтара. Постигао је десет голова у свим такмичењима за украјински клуб у својој првој и другој сезони.

### Фјорентина
У августу 2015. године потписао је уговор са Фјорентином. Деби у Серији А имао је на утакмици против Милана, а први гол постигао је на утакмици против Болоње. Против Интер Милана постигао је хет трик 27. септембра 2015. године, а утакмица је завршена резултатом 4–1.

### Милан
Калинић је 22. августа 2017. године био на позајмици у Милану, а након тога у јулу 2018. године потписао уговор са тимом. Прву утакмицу за овај тим одиграо је 27. августа 2017. против Каљарија.

## Репрезентативна каријера
Калинић је дуго година играо за младе репрезентације Хрватске, а био је кључни играч у тиму Хрватске до 21. године. За хрватску репрезентацију до 17. година играо је 2005. године на Европском шампионату, а такође играо је и на Европском шампионату до 19. година 2006. године.
За сениорску селекцију Хрватске први пут је заиграо на мечу против селекције Молдавије, 24. маја 2008. године.
Био је у саставу тима за Европско првенство 2008, 2012. и 2016. године, као и у тиму селекције Хрватске за Светско првенство 2018. године, одржано у Русији. Селектор Далић га је током првенства избацио из репрезентације јер наводно није хтео да уђе на терен као замена против Нигерије.

## Статистика каријере

### Клупска
До 20. маја 2018.
| Клуб                   | Сезона            | Лига | Лига | Куп | Куп | Европа | Европа | Укупно | Укупно |
| Клуб                   | Сезона            | Ута  | Гол  | Ута | Гол | Ута    | Гол    | Ута    | Гол    |
| ---------------------- | ----------------- | ---- | ---- | --- | --- | ------ | ------ | ------ | ------ |
| Хајдук Сплит           | 2005/06           | 6    | 0    | 1   | 0   | 0      | 0      | 7      | 0      |
| Истра 1961 (позајмица) | 2006/07           | 12   | 3    | 1   | 0   | –      | –      | 13     | 3      |
| Шибеник (позајмица)    | 2006/07           | 8    | 3    | –   | –   | –      | –      | 8      | 3      |
| Хајдук Сплит           | 2007/08           | 25   | 17   | 7   | 9   | 4      | 0      | 36     | 26     |
| Хајдук Сплит           | 2008/09           | 28   | 15   | 4   | 2   | 4      | 1      | 36     | 18     |
| Хајдук Сплит           | Укупно            | 59   | 32   | 12  | 11  | 8      | 1      | 79     | 44     |
| Блекберн роверси       | 2009/10           | 26   | 2    | 7   | 5   | –      | –      | 33     | 7      |
| Блекберн роверси       | 2010/11           | 18   | 5    | 2   | 1   | –      | –      | 20     | 6      |
| Блекберн роверси       | Total             | 44   | 7    | 9   | 6   | –      | –      | 53     | 13     |
| Дњипро                 | 2011/12           | 19   | 10   | 0   | 0   | 2      | 0      | 21     | 10     |
| Дњипро                 | 2012/13           | 21   | 6    | 2   | 1   | 6      | 3      | 29     | 10     |
| Дњипро                 | 2013/14           | 19   | 6    | 0   | 0   | 4      | 1      | 23     | 7      |
| Дњипро                 | 2014/15           | 23   | 12   | 6   | 2   | 19     | 5      | 48     | 19     |
| Дњипро                 | 2015/16           | 4    | 3    | –   | –   | –      | –      | 4      | 3      |
| Дњипро                 | Укупно            | 86   | 37   | 8   | 3   | 31     | 9      | 125    | 49     |
| Фјорентина             | 2015/16           | 36   | 12   | 1   | 0   | 5      | 1      | 42     | 13     |
| Фјорентина             | 2016/17           | 33   | 15   | 2   | 0   | 7      | 5      | 42     | 20     |
| Фјорентина             | Укупно            | 69   | 27   | 3   | 0   | 12     | 6      | 84     | 33     |
| Милан (позајмица)      | 2017/18           | 31   | 6    | 4   | 0   | 6      | 0      | 41     | 6      |
| Укупно у каријери      | Укупно у каријери | 309  | 115  | 37  | 20  | 57     | 16     | 403    | 151    |

### Репрезентативна
До 13. јуна 2018.
| 2008   | 2  | 0  |
| 2009   | 1  | 0  |
| 2010   | 1  | 1  |
| 2011   | 8  | 3  |
| 2012   | 3  | 1  |
| 2013   | 5  | 1  |
| 2014   | 0  | 0  |
| 2015   | 6  | 2  |
| 2016   | 8  | 5  |
| 2017   | 5  | 2  |
| 2018   | 2  | 0  |
| Укупно | 41 | 15 |

### Голову за репрезентацију
| #   | Датуим             | Локација                                | Противник    | Гол  | Резултат | Такмичење                                           |
| --- | ------------------ | --------------------------------------- | ------------ | ---- | -------- | --------------------------------------------------- |
| 1.  | 17. новембар 2010  | Стадион Максимир, Загреб, Хрватска      | Малта        | 3–0  | 3–0      | Квалификације за Европско првенство у фудбалу 2012. |
| 2.  | 9. фебруар 2011    | Стадион Алдо Дросина, Пула, Хрватска    | Чешка        | 2–0  | 4–2      | Пријатељска утакмица                                |
| 3.  | 9. фебруар 2011    | Стадион Алдо Дросина, Пула, Хрватска    | Чешка        | 3–2  | 4–2      | Пријатељска утакмица                                |
| 4.  | 3. јун 2011        | Стадион Пољуд, Сплит, Хрватска          | Грузија      | 2–1  | 2–1      | Квалификације за Европско првенство у фудбалу 2012. |
| 5.  | 25. мај 2012       | Стадион Алдо Дросина, Пула, Хрватска    | Естонија     | 2–0  | 3–1      | Пријатељска утакмица                                |
| 6.  | 10. септембар 2013 | Стадион Јеонју, Јеонју, Јужна Кореја    | Јужна Кореја | 2–0  | 2–1      | Пријатељска утакмица                                |
| 7.  | 10. октобар 2015   | Стадион Максимир, Загреб, Хрватска      | Бугарска     | 3–0  | 3–0      | Квалификације за Европско првенство у фудбалу 2016. |
| 8.  | 17. новембар 2015  | Стадион Олимп 2, Ростов на Дону, Русија | Русија       | 1–1  | 3–1      | Пријатељска утакмица                                |
| 9.  | 4. јун 2016        | Стадион Рујевица, Ријека, Хрватска      | Сан Марино   | 8–0  | 10–0     | Пријатељска утакмица                                |
| 10. | 4. јун 2016        | Стадион Рујевица, Ријека, Хрватска      | Сан Марино   | 9–0  | 10–0     | Пријатељска утакмица                                |
| 11. | 4. јун 2016        | Стадион Рујевица, Ријека, Хрватска      | Сан Марино   | 10–0 | 10–0     | Пријатељска утакмица                                |
| 12. | 21. јун 2016       | Матмут Атлантик, Бордо, Француска       | Шпанија      | 1–1  | 2–1      | УЕФА Еуро 2016.                                     |
| 13. | 24. март 2017      | Стадион Максимир, Загреб, Хрватска      | Украјина     | 1–0  | 1–0      | Квалификације за Светско првенство у фудбалу 2018.  |
| 14. | 9. новембар 2017   | Стадион Максимир, Загреб, Хрватска      | Грчка        | 2–0  | 4–1      | Квалификације за Светско првенство у фудбалу 2018.  |

## Трофеји

### Атлетико Мадрид
- УЕФА суперкуп (1) : 2018.